# Albator 84
Pour les articles homonymes, voir Albator (homonymie).
Albator 84 (わが青春のアルカディア 無限軌道SSX, Waga seishun no Arukadia – Mugen kidō SSX) est une série d'anime japonaise en 22 épisodes de 24 minutes créée par Leiji Matsumoto, et diffusée entre le 13 octobre 1982 et le 30 mars 1983 sur la chaîne TBS.
En France, la série est diffusée à partir du 12 janvier 1984 sur Antenne 2 dans l'émission Récré A2, d'où le titre Albator 84. Au Québec, la série est diffusée au printemps 1983 sous le titre générique Albator sur TVEC, et jusqu'à décembre 1985 sur Super Écran.
Bien que Albator 84 ait été créé après la série Albator, le corsaire de l'espace (1978, également nommée Albator 78 par opposition à Albator 84), les événements qui s'y déroulent datent de quelques années avant ceux décrits dans la première série. Il s'agit donc d'une préquelle.

## Synopsis
Dans un futur lointain, l'Atlantis, un vaisseau spatial banni de la Terre, parcourt l'espace à la recherche de la « planète idéale ». Son équipage, avec à sa tête le capitaine Albator (« Harlock » en VO), est confronté aux redoutables Humanoïdes (Illumidas). Maîtres de la galaxie, les Humanoïdes asservissent les planètes qu'ils ont conquis et exterminent tous ceux qui leur résistent.
Avec l'armement de l'Arcadia, un puissant vaisseau de combat conçu par son fidèle ami Tochirō qui, après sa mort voit sa conscience transférée dans l'ordinateur central du vaisseau, Albator résiste de toutes ses forces à l’hégémonie des Humanoïdes.
Mais les pires ennemis de l'humanité sont peut-être les Terriens eux-mêmes, résignés ou complices des Humanoïdes, à l'image de Monsieur Zon, un ingénieur vendu à l'envahisseur humanoïde et ennemi juré d'Albator.

## Fiche technique
- Titre : Albator 84
- Titre original : Mugen kidō SSX (Trajectoire Infinie SSX)
- Réalisation : Tomoharu Katsumata
- Scénario : Hiroyasu Yamaura d'après Leiji Matsumoto
- Personnages : Kazuo Komatsubara
- Mecha : Katsumi Itabashi
- Direction artistique : Gankô Itô
- Musique : Shunsuke Kikuchi
- Générique français : Franck Olivier
- Production : Tōei Animation
- Durée : 22 x 24 minutes
- Dates de diffusion :  Japon : 1982 ;  France : 1984

## Distribution

### Voix originales
- Makio Inoue : Albator (Harlock)
- Satomi Majima : Johnny (Tadashi Monono)
- Yôko Asagami : Nausicaä (Kei Yûki)
- Kei Tomiyama : Alfred (Tochirô)
- Reiko Tajima : Esmeralda (Emeraldas)
- Yuriko Yamamoto : Mima (Mîmé)
- Hiromi Tsuru : Lydia (Rebby)
- Jōji Yanami : le docteur (Dr Ban)
- Tôru Furuya : Monsieur Zon
- Mikio Terashima : le père de Lydia
- Kazuko Yanaga : la Déesse dorée
- Reiko Mutō : Maya
- Kei'ichi Noda : le narrateur
- Hiroshi Ôtake : Tori-san

### Voix françaises
- François Leccia : Albator
- Thierry Bourdon : Johnny
- Claude Chantal : Nausicaä, la Déesse dorée (1re voix), Léotar (1re voix)
- Jacques Balutin : Alfred et le père de Lydia (1re voix)
- Catherine Lafond : Mima, Esmeralda et Maya
- Martine Reigner : Lydia
- Pierre Trabaud : le docteur et Monsieur Zon
- Éric Legrand : le père de Lydia (2e voix)
- Joëlle Fossier : la Déesse dorée (2e voix)
- Francis Lax : le narrateur, Monsieur Zon (voix de remplacement), le docteur (voix de remplacement)
- Marc de Georgi : le père de Nausicaä (1re voix), voix additionnelles
- Gérard Hernandez : le docteur (voix de remplacement), Monsieur Zon (voix de remplacement), le père de Nausicaä (2e voix)
- Marion Game : Léotar (2e voix)

## Générique français
Le Retour d'Albator, chanté par Franck Olivier, 1983. Musique d'Alec Constandinos et paroles d'Anne Valery.

### Source radiophonique
- Frédérick Sigrist, « Albator : penseur d'alerte », émission Blockbusters (durée : 54 min) [audio], France Inter, 6 juillet 2023.